# Gertrud Dübi-Müller

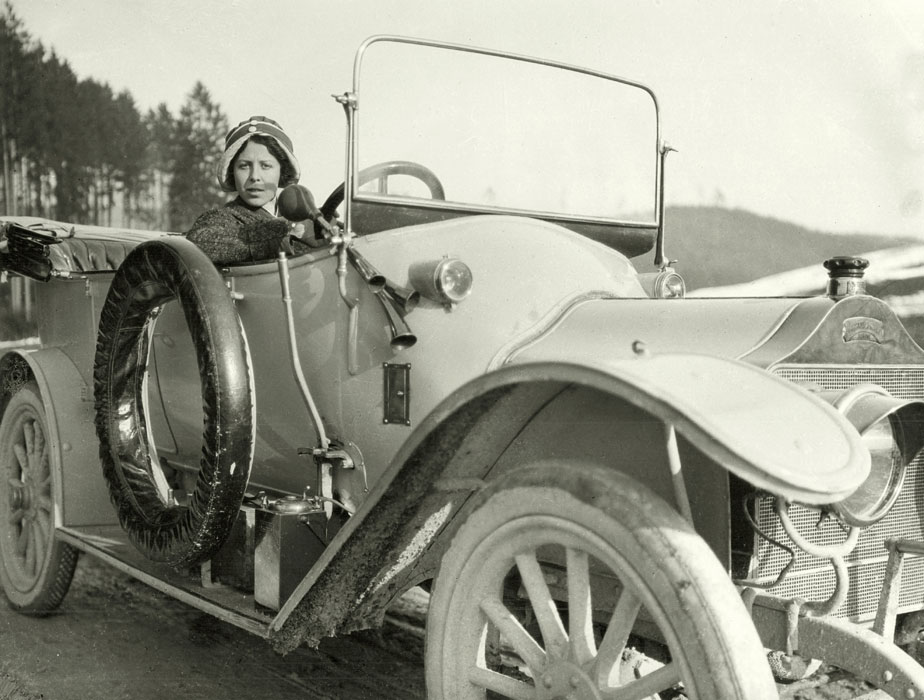
Gertrud Müller (später: Dübi-Müller) am Steuer ihres Pic-Pic, 1911

Gertrud Dübi-Müller (geboren als Anna Gertrud Müller am 29. April 1888 in Solothurn; gestorben am 20. Januar 1980 ebendort; heimatberechtigt in Aetingen) war eine Schweizer Fotografin, Kunstsammlerin und Mäzenin. Sie ist bekannt für ihre Dokumentarfotos von Schweizer Künstlern zu Beginn des 20. Jahrhunderts. Ihre umfangreiche Kunstsammlung mit bedeutenden Werken der Modernen Kunst vermachte sie dem Kunstmuseum Solothurn.

## Leben

### Jugend und Ausbildung
Gertrud Müller kam 1888 als jüngstes Kind von Josef Adolf Müller und seiner Frau Anna Müller-Haiber in Solothurn zur Welt. Die Mutter starb kurz nach ihrer Geburt, ihr Vater starb 1894, als sie sechs Jahre alt war. Er hatte die Schrauben- und Drehteilefabrik Müller & Cie. (später Sphinxwerke Müller & Cie.) begründet, die wesentlich zum Wohlstand der Familie beitrug. Bereits vor der Geburt von Gertrud Müller starben zwei ihrer Brüder im Kindesalter. Das Erwachsenenalter erreichten die Geschwister Emma Anna Margaritha Müller, Margaritha Anna Müller und Josef Oscar Müller. Nach dem Tod der Eltern wurden die noch minderjährigen Kinder von einer deutschen Erzieherin aufgezogen. Gertrud Müller besuchte zunächst die Primar- und die Sekundarschule in Solothurn und wechselte danach für zwei Jahre auf das Internat Tannegg. 1905 und 1906 folgten Sprachaufenthalte in Genf und London. Sie war zeitlebens eine sportliche Frau, die Pferde ritt, Ski fuhr, im Gebirge kletterte und Schlittschuh lief. Als selbstbewusste Frau kaufte sie 1911 in Genf ein Auto der Marke Pic-Pic und steuerte es selbst. In ihrer Heimatstadt Solothurn war sie die erste Frau, die ein Auto fuhr.

### Erste Künstlerkontakte, Beginn der Sammlertätigkeit

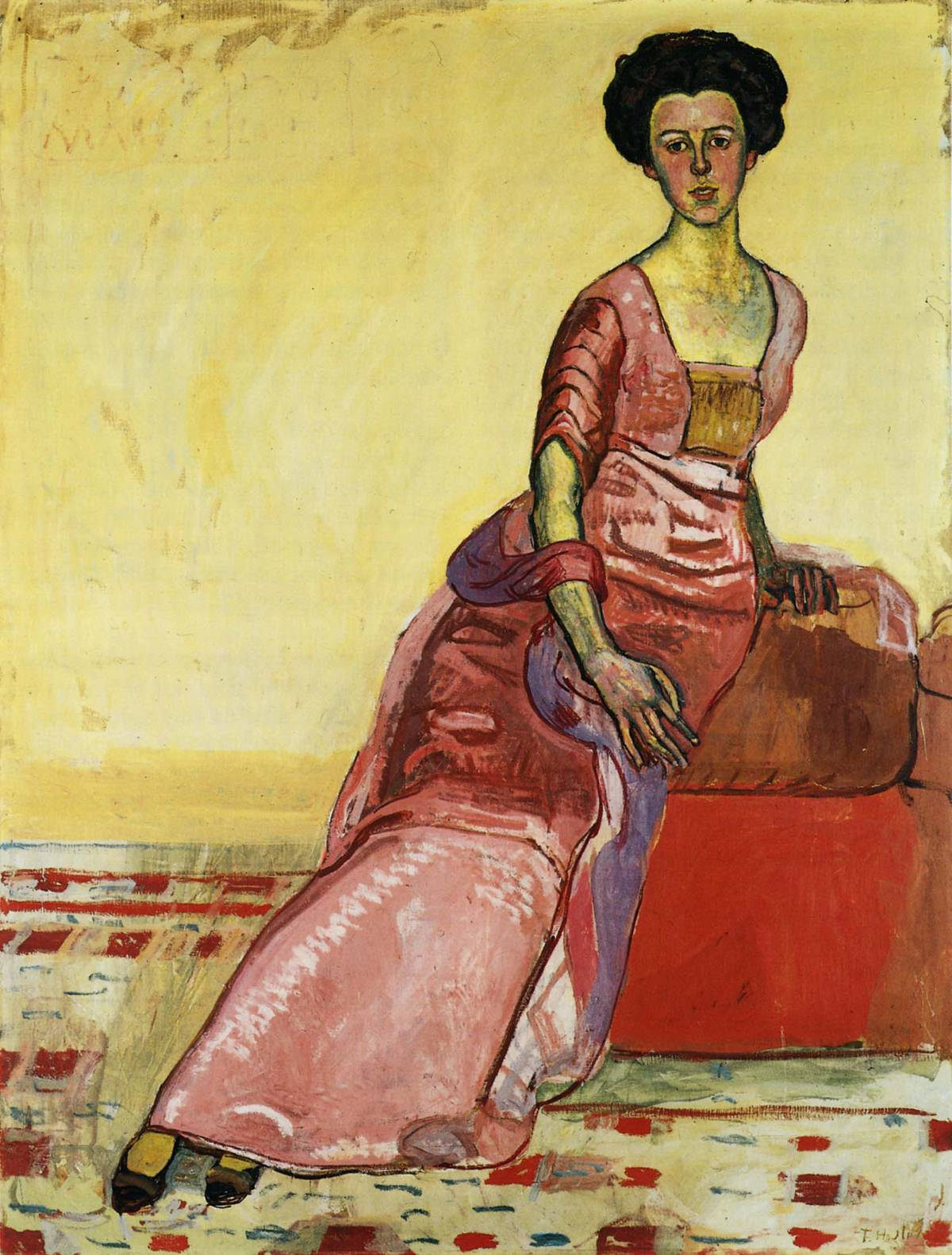
Ferdinand Hodler: Porträt Gertrud Müller, Ganzfigur, 1911

Gertrud Müller und ihre erwachsenen Geschwister interessierten sich für Kunst und legten jeweils eine eigene Sammlung an. Vorbild für die Sammler war der Solothurner Unternehmer Oscar Miller, der in der Schweiz als einer der Ersten moderne Kunstwerke zusammentrug und zu den Mitbegründern des Museums der Kunst und Wissenschaften gehörte, aus dem das heutige Kunstmuseum Solothurn hervorging. Die erst 14-jährige Gertrud Müller nahm 1902 an der Eröffnung des Museums teil und lernte bei dieser Gelegenheit die Maler Cuno Amiet und Ferdinand Hodler persönlich kennen. Sie besuchte den aus Solothurn stammenden Amiet 1904 in seinem Haus in Oschwand und erhielt von ihm Malunterricht.
Um das Jahr 1906 begann Gertrud Müller zu fotografieren. Zusammen mit ihrem Bruder Josef besuchte sie 1907 den Maler Giovanni Giacometti in Stampa und fertigte Porträtaufnahmen von ihm und seiner Familie an. Bei dieser Gelegenheit erwarb sie zwei Aquarelle des Malers. Über Cuno Amiet lernte Gertrud Müller das Werk des Niederländers Vincent van Gogh zu schätzen, dem 1907 eine Ausstellung in Zürich gewidmet war. Gemeinsam mit ihrem Bruder Josef reiste sie 1908 nach München und besuchte dort eine Van-Gogh-Ausstellung in der Galerie Thannhauser. Anschliessend fuhren sie weiter nach Wien, wo Gertrud Müller durch Vermittlung von Carl Moll in der Galerie Miethke Van Goghs Gemälde Der Irrenwärter von Saint-Rémy erwarb. Es war ihr erster bedeutender Kunstankauf. Sie gehörte damit zu den frühesten Sammlern der Werke van Goghs im deutschsprachigen Raum. Später reiste sie nach Saint-Rémy-de-Provence und sprach mit den Anstaltsmitarbeitern, da sie sich für van Goghs dortigen Aufenthalt interessierte und mehr über die Person des porträtierten Charles Elzéard Trabuc (1830–1896) erfahren wollte.
In das Jahr 1908 fallen zudem der Ankauf von drei Gemälden von Albert Trachsel und der Erwerb des Gipsreliefs Sitzender weiblicher Akt von Aristide Maillol, das sie bei einem Besuch beim Künstler erstand. Cuno Amiet malte im selben Jahr Gertrud Müllers Porträt Der violette Hut und schenkte es ihr. Mit ihrer Schwester Margaritha (auch Margrit/Marguerite) Kottmann-Müller besuchte sie 1909 Ferdinand Hodler in seinem Atelier in Genf. Sie kaufte direkt vom Künstler das Gemälde Sitzende junge Frau im Garten, ihr erstes Hodler-Bild, dem weitere folgen sollten. Bei einem weiteren Besuch in Genf malte Hodler 1911 das Porträt Gertrud Müller als Ganzfigur im rosa Kleid. Hodler schuf in der Folgezeit 16 weitere Porträts von Gertrud Müller. Beide verband eine enge Freundschaft, die bis zu Hodlers Tod 1918 andauerte. Durch Hodler lernte sie weitere Schweizer Künstler wie Hans Berger, Rodo von Niederhäusern und Albert Trachsel kennen. Zusammen mit den Malern Amiet, Hodler und Giovanni Giacometti reiste sie 1911 nach Rom und besuchte die Kunstausstellung Esposizione internazionale im Palazzo delle Belle Arti. Eine freundschaftliche Beziehung bestand zudem mit dem Maler Ernst Morgenthaler-Darüber hinaus besass die Sammlerin eine Werkgruppe von Alice Bailly.

### Die Sammlung wächst
Zwar dominierten Werke von Schweizer Künstlern die Sammlung von Gertrud Müller, doch es gab auch immer wieder einzelne Ankäufe von Arbeiten ausländischer – vor allem französischer – Künstler. So erwarb die Sammlerin 1912 von dem Pariser Kunsthändler Ambroise Vollard das Gemälde Drei Totenschädel auf einem Orientteppich von Paul Cézanne. 1913 reiste sie nach Berlin, wo der Bildhauer Fritz Klimsch ein ganzfiguriges Porträt von Gertrud Müller schuf. Bei dieser Reise lernte sie auch den Berliner Maler Max Liebermann kennen, von dem sie drei Jahre später die Gemälde Selbstbildnis mit Staffelei, Jäger mit Meute und Gartenterrasse in Wannsee erwarb. Zu ihren Freunden gehörte ab 1915 der spätere Literaturnobelpreisträger Carl Spitteler, den sie ebenfalls fotografierte und mit dem sie gemeinsame Reisen unternahm. 1918 besuchte Gertrud Müller den bereits schwer erkrankten Ferdinand Hodler. Sie unternahm mit ihm am 18. Mai einen Ausflug nach Cologny am Genfersee. Einen Tag später starb Hodler, und sie fotografierte ihn auf dem Totenbett.
Im Alter von 33 Jahren heiratete Gertrud Müller den Solothurner Rechtsanwalt Otto Dübi, der als Direktor die familieneigenen Sphinxwerke Müller & Cie. leitete. Sie führte fortan den Allianznamen Dübi-Müller. Ihr Mann unterstützte ihre Sammlertätigkeit und schenkte ihr – vermutlich zur Verlobung – das Gemälde Goldfische (an meine Kritiker) von Gustav Klimt. Ein wichtiger Ratgeber beim Aufbau der Kunstsammlung war ihr Bruder Josef Müller. Er hatte seine Tätigkeit im Familienunternehmen aufgegeben, um sich ganz der Kunst zu widmen. Hierbei wirkte er nicht nur als Sammler, sondern war selbst als Maler tätig und lebte von 1922 bis 1942 als Künstler in Paris. Mit ihm hatte sie bereits vor dem Ersten Weltkrieg die französische Hauptstadt besucht und bei der Gelegenheit den Dichter Rainer Maria Rilke getroffen. 1919 empfahl Josef Müller seiner Schwester Gertrud den Kauf des Bildes Odalisque von Henri Matisse. Im selben Jahr kaufte sie darüber hinaus in der Kunsthandlung Bernheim-Jeune von Edgar Degas das Pastell Beim Verlassen des Bades. Gertrud Dübi-Müller hielt mit ihrem Bruder während seiner Pariser Jahre engen Briefkontakt. Unter seinem Einfluss stand möglicherweise auch der Ankauf von drei Gemälden, die Gertrud Dübi-Müller Mitte der 1920er Jahre erwarb. Neben La table et le fauteuil von Juan Gris gehörten hierzu weitere Stillleben von Georges Braque und Pablo Picasso.
Gertrud Dübi-Müller lieh immer wieder Bilder zu Ausstellungen aus. Auf Bitten von Cuno Amiet schickte sie drei seiner Gemälde (Apfelpflückende Frau, Mineli und Landschaft mit Hund) 1931 zu einer Ausstellung nach München. Diese Bilder wurden beim Brand des Münchner Glaspalastes zerstört. Ein Jahr später wurde Gertrud Dübi-Müller Mitglied der Kunstkommission Solothurn, in der sie sich für den Ankauf von moderner Kunst für das Kunstmuseum der Stadt einsetzte. Dieses Amt hatte sie bis 1942 inne, als ihr in die Schweiz zurückgekehrter Bruder diese Aufgabe übernahm. Zu den letzten bedeutenden Ankäufen für ihre Sammlung gehörten 1939 drei Gemälde von Cuno Amiet, darunter das Bild Chrysanthemen, das sich zuvor im Jenaer Kunstverein befunden hatte und über die Luzerner Galerie Fischer in ihren Besitz kam. Ihre Sammlung fand 1941 in der von William Dunkel entworfenen neuen Villa in der Solothurner Fegetzallee ein neues Zuhause.

### Die Dübi-Müller-Stiftung
Gertrud Dübi-Müller und ihr Mann Otto hatten keine Kinder. Beide legten 1964 fest, dass ihr Kunstbesitz für die Öffentlichkeit erhalten werden sollte, und richteten hierzu die Dübi-Müller-Stiftung ein. Otto Dübi starb 1966. Gertrud Dübi-Müller lebte  bis zu ihrem Tod 1980 umgeben von der Kunstsammlung in ihrem Haus. Danach gelangte die 190 Werke umfassende Sammlung der Dübi-Müller-Stiftung ins Kunstmuseum Solothurn. Charakteristisch für die Sammlung ist ihre Ausrichtung auf zeitgenössische gegenständliche Kunst. Neben einzelnen Werken von Degas, Cézanne, Gris, Braque, Picasso und Klimt gehören zur Stiftung weitere Bilder ausländischer Künstler wie Notre Dame de Paris von Matisse und Christus unter den Soldaten sowie zwei Frauenbildnisse von Georges Rouault. Den Grossteil der Sammlung bilden Werke von Schweizer Künstlern. Allein 33 Werke stammen von Hans Berger, grössere Werkgruppen gibt es zudem von Ernst Morgenthaler und Ferdinand Hodler. Zur Gruppe der Werke von Cuno Amiet gehören sein bedeutendes Bild Der gelbe Hügel und mehrere Porträts von Gertrud Müller, darunter ein Bildnis als Reiterin. Weitere in der Sammlung vertretene Schweizer Künstler sind René Auberjonois und Maurice Barraud. Hinzu kommen von Félix Vallotton die Gemälde Intérieur: Esszimmertisch mit Blumenstrauss, Flut bei Houlgate und Rote Pfefferfrüchte auf rundem, weisslackiertem Tisch sowie von Rodo die Skulptur Der Tanz. Der fotografische Nachlass von Gertrud Dübi-Müller wird in der Fotostiftung Schweiz in Winterthur aufbewahrt. Josef Müller folgte 1969 dem Beispiel seiner Schwester Gertrud und überführte 55 Werke seiner Sammlung in die Josef-Müller-Stiftung. Nach seinem Tod 1977 gelangten diese Werke ebenfalls ins Kunstmuseum Solothurn.

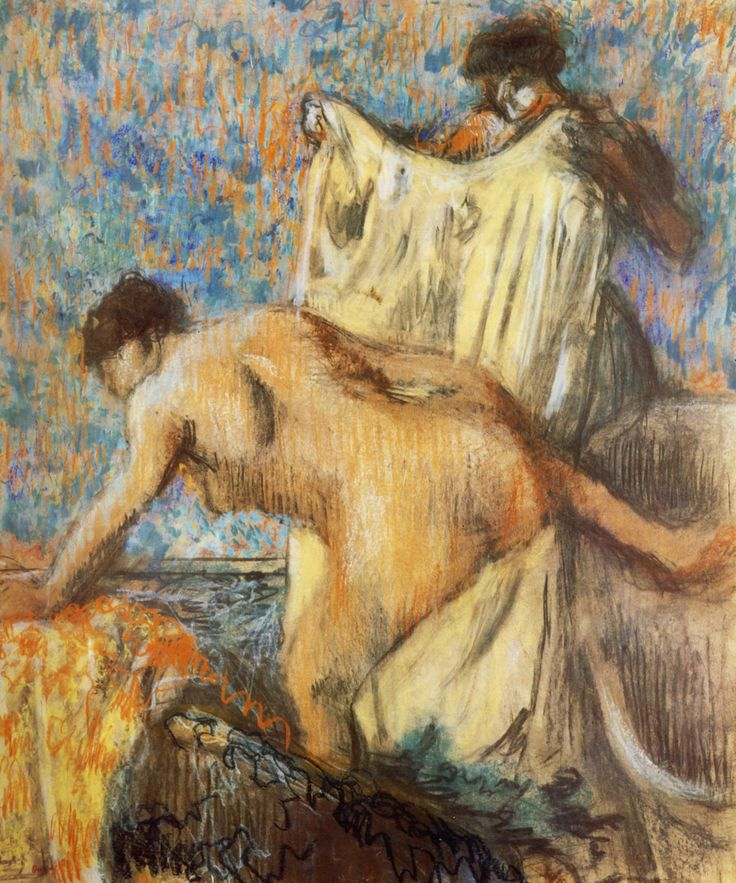
Edgar Degas: Beim Verlassen des Bades
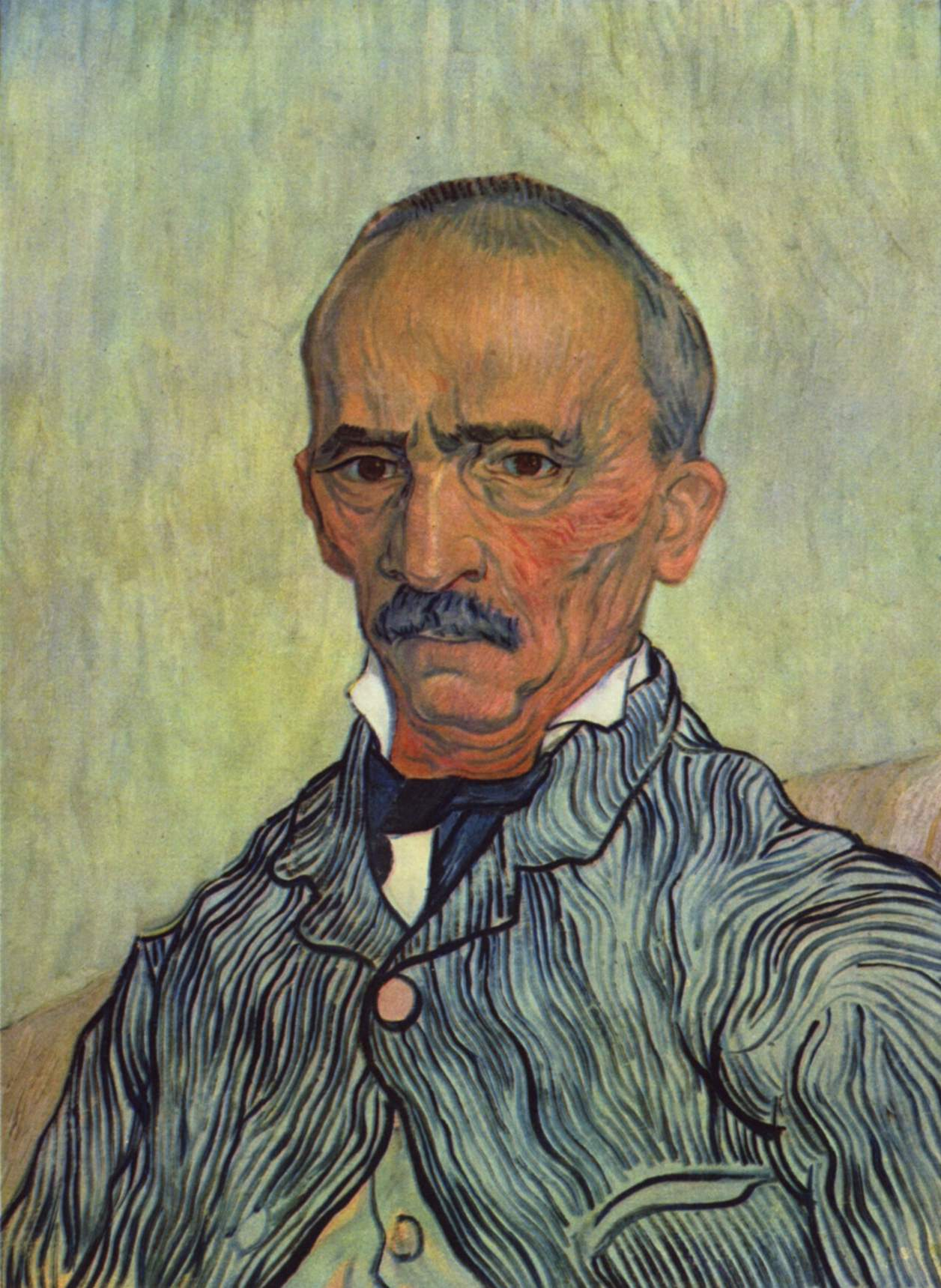
Vincent van Gogh: Irrenwärter von Saint-Rémy
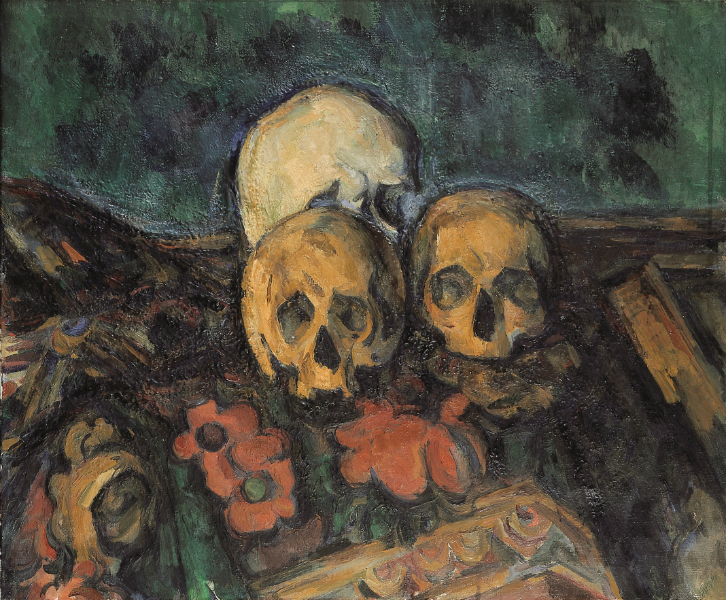
Paul Cézanne: Drei Totenschädel auf einem Orientteppich
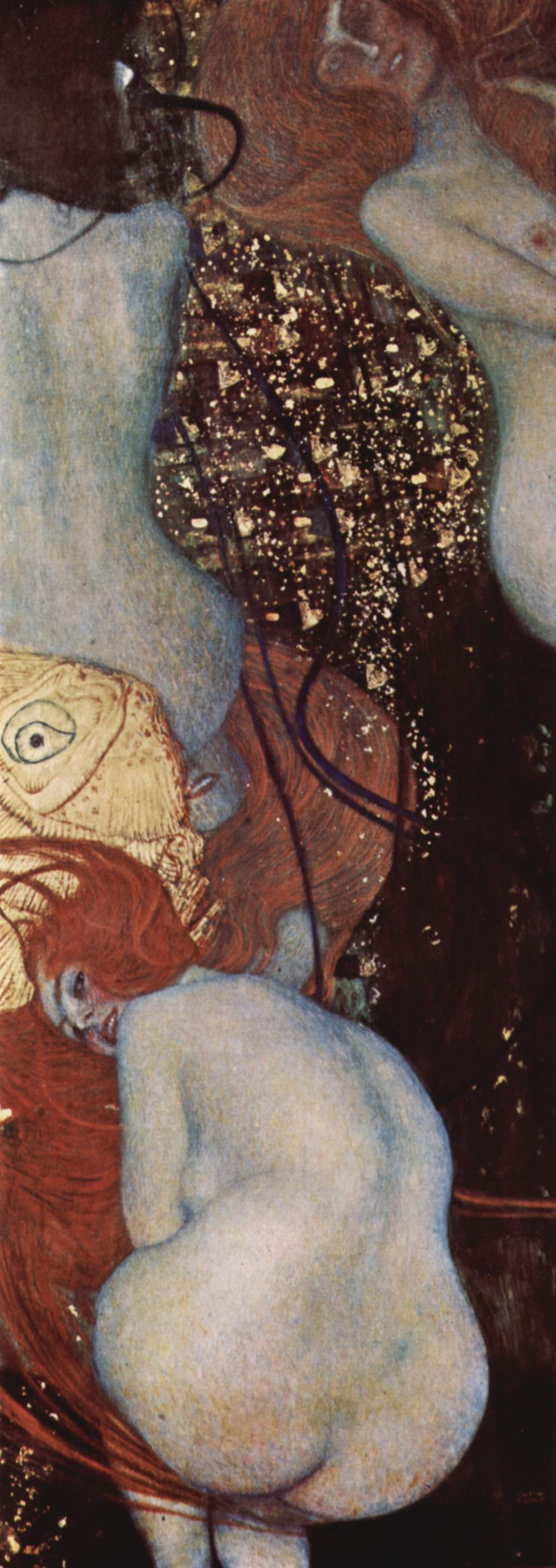
Gustav Klimt: Goldfische (an meine Kritiker)
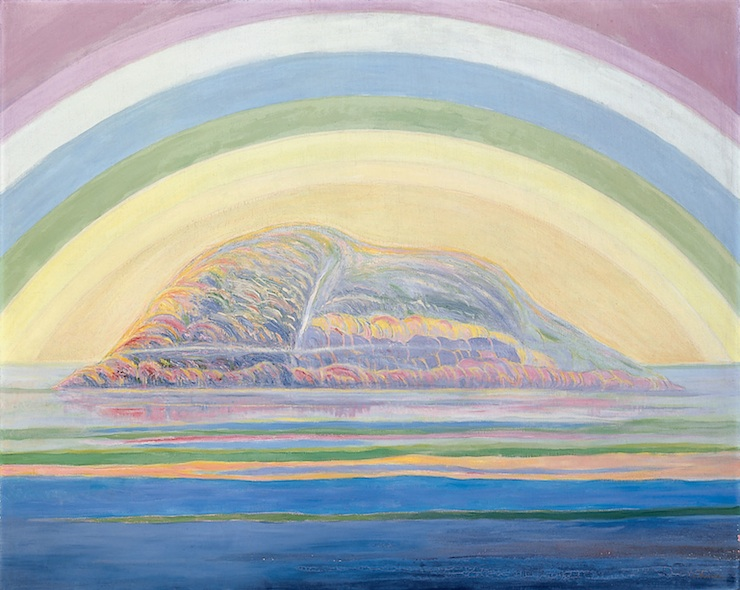
Albert Trachsel: L’Île des arbres en fleurs
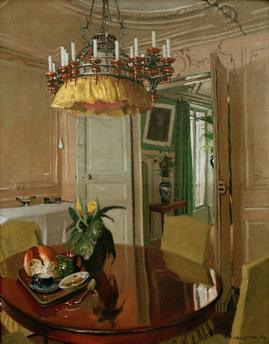
Félix Vallotton: Intérieur: Esszimmertisch mit Blumenstrauss